# Kaňovice (okres Frýdek-Místek)
Kaňovice (německy Kaniowitz, polsky Kaniowice) jsou česká obec ve Slezsku v okrese Frýdek-Místek v Moravskoslezském kraji. Žije zde 374 obyvatel.

## Název
Na vesnici bylo přeneseno původní pojmenování jejích obyvatel Kaňovici odvozené od osobního jména Kaňa, což byla domácká podoba některého jména začínajícího na Kan-, např. Kanibor, Kanimír (v jejichž základu bylo staré kaniti - "lichotit, napomínat"). Význam místního jména byl "Kaňovi lidé".

## Historie
Obec byla založena 29. října 1613. Byla pojmenována podle úředníka jménem Káňa, který byl založením obce pověřen.

## Obyvatelstvo
| Rok            | 1869 | 1880 | 1890 | 1900 | 1910 | 1921 | 1930 | 1950 | 1961 | 1970 | 1980 | 1991 | 2001 | 2011 | 2021 |
| -------------- | ---- | ---- | ---- | ---- | ---- | ---- | ---- | ---- | ---- | ---- | ---- | ---- | ---- | ---- | ---- |
| Počet obyvatel | 247  | 221  | 216  | 218  | 240  | 235  | 200  | 215  | 226  | 206  | 199  | 175  | 192  | 298  | 338  |
| Počet domů     | 39   | 41   | 42   | 38   | 38   | 37   | 37   | 41   | 49   | 52   | 57   | 64   | 71   | 106  | 129  |

Věková struktura obyvatel obce Kaňovice roku 2011

## Obecní symboly
Znak a vlajka byly obci uděleny rozhodnutím předsedy Poslanecké sněmovny Parlamentu České republiky dne 11. května 2006.

## Obecní správa a politika
Správu nad obcí vykonává obecní zastupitelstvo v čele se starostou. Je voleno v komunálních volbách na čtyři roky a má 7 členů. 
V roce 2022 byli zvolní tito členové zastupitelstva : Ing. Šárka Karasová (BEZPP), Korduliaková Nataša (BEZPP), Mgr. Lukáš Novotný (BEZPP),	David Vrubel (BEZPP), Andrea Hájková	(BEZPP), Daniel Kusák (BEZPP) a  Mgr. Adam Supík (BEZPP).
Volební účast byla 55,80 % v jediném volebním okrsku. Ze zvolených zastupitelů bylo všech 7 bez stranické příslušnosti. Starostou se stal Mgr. Adam Supík. 	

Složení zastupitelstva
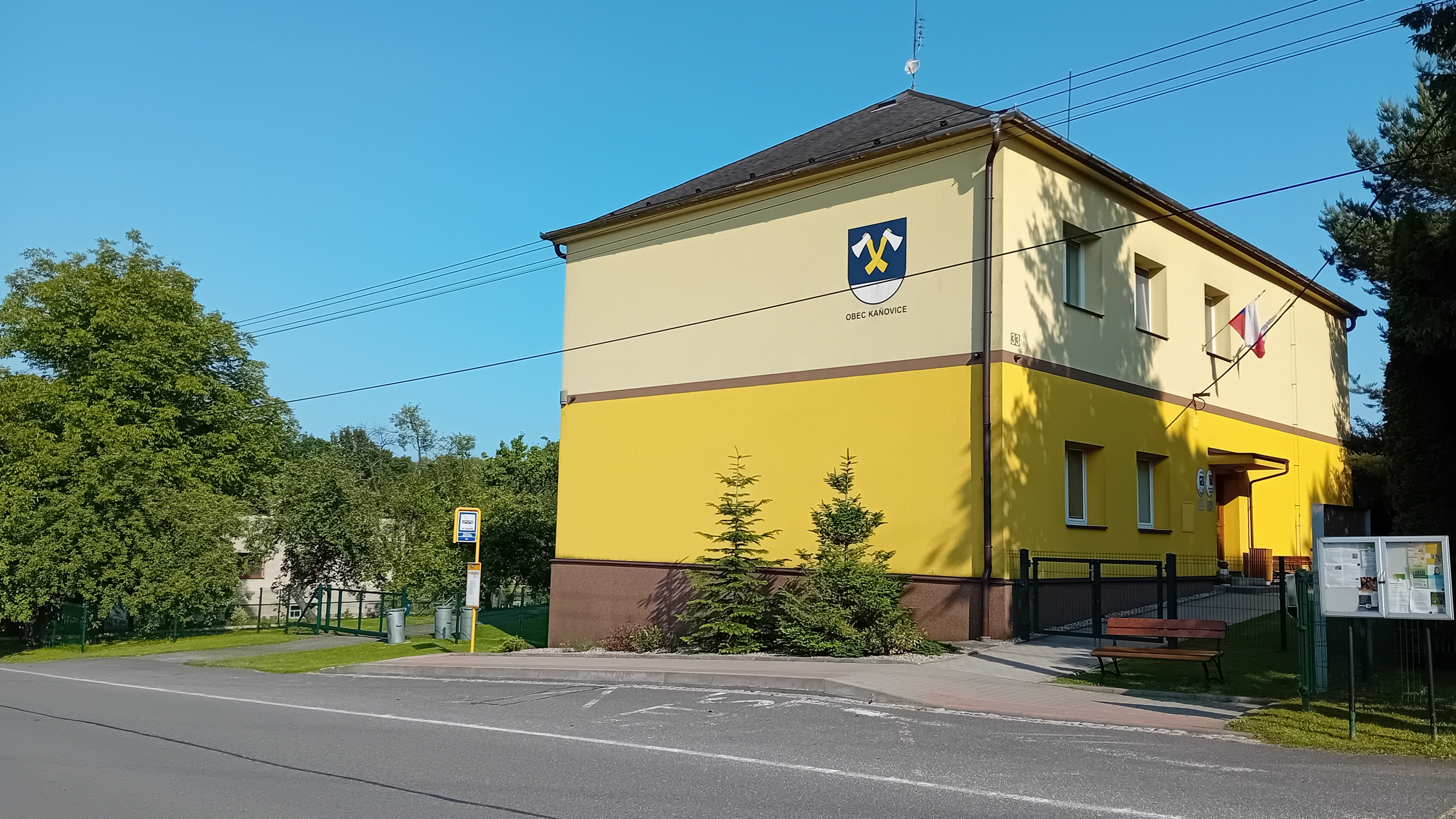
Obecní úřad

### Správní území
Obec leží v Moravskoslezském kraji s 300 obcemi ve Slezsku v okrese Frýdek-Místek se 72 obcemi, má status obce s rozšířenou působností a obce s pověřeným obecním úřadem je součástí správního obvodu Frýdek-Místek s 37 obcemi. Skládá se s 1 katastrálního území a 1 částí obce. Sousedními obcemi sídla jsou Havířov, Sedliště, Václavovice, Bruzovice a Horní Bludovice.

## Doprava
Okrajem katastru vesnice prochází silnice II. třídy II/473.

## Rodáci
- Josef Vlček (1920–2015), předseda Matice Cyrilometodějské, v roce 1950 odsouzený ve vykonstruovaném procesu s Katolickou akcí